# 野渡貝塚

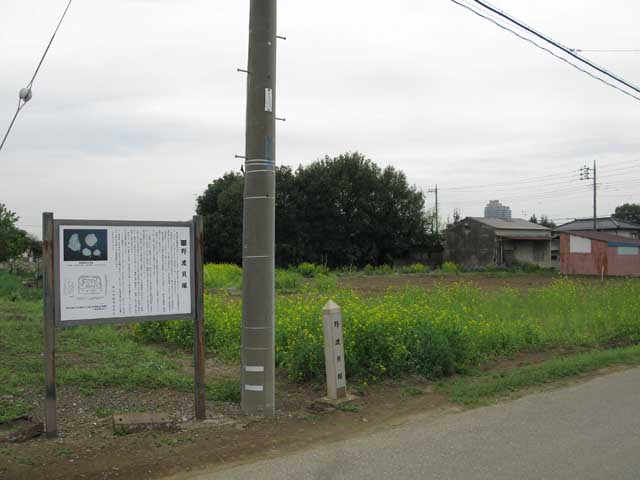
野渡貝塚（2013年4月）

野渡貝塚（のわたかいづか）は、栃木県下都賀郡野木町野渡にある縄文時代の貝塚である。思川左岸、渡瀬遊水池の東側に位置する。野木町指定史跡である。
座標: 北緯36度12分15.4秒 東経139度42分16.9秒 / 北緯36.204278度 東経139.704694度

## 概要
1939年（昭和14年）、考古学者の寺内武夫によって発掘され、翌年1月に東京考古学会で発表された。
野渡貝塚は、思川により形成された河岸段丘上、標高20～21メートルの位置に存在する。
縄文時代、縄文海進と呼ばれる水位上昇により現在の古河市付近まで東京湾が入り込み（古東京湾）、満潮時には貝塚の前にまで海水が来ていたと
考えられる。そのためこのような内陸地に貝塚が形成されたと考えられる。
貝塚は、7地点からなる地点貝塚で、貝層は箇所にあっては20～30センチの厚さである。出土貝の構成はヤマトシジミの淡水性貝が
中心であるが、わずかながらカキ・ハイガイ等の海洋性貝も見られる。土器は前期黒浜式である。

## 現況
現況は畑地が中心で、野木町の設置した説明板が存在する。